# Réna Chatzidáki
Réna Chatzidáki, en grec moderne : Ρένα Χατζηδάκη (1943-2003), est une poétesse, traductrice et psychothérapeute grecque.

## Biographie
Elle naît en 1943 à Athènes, en Grèce et est la fille de l'écrivaine Lilí Zográfou. Elle publie son premier recueil de poèmes en 1958 à l'initiative de sa mère.
Elle rejoint l'organisation de résistance Front patriotique en mai 1967. Elle est arrêtée par le régime de la dictature des colonels le 10 octobre 1967. Au moment de son arrestation, elle s'était retirée du Front patriotique parce qu'elle n'était pas d'accord avec les actions visant à placer l'organisation sous le contrôle du Parti communiste de Grèce (KKE).
Elle est détenue pendant 43 jours au centre de détention de la rue Bouboulínas et pendant quatre mois à la prison pour femmes d'Avérof. Elle est libérée en mars 1968. Pendant sa détention à la prison d'Avérof, elle écrit le poème État de siège (Κατάσταση Πολιορκίας). Celui-ci est mis en musique par Míkis Theodorákis.
Elle se noie le 13 août 2003 sur l'île de Kéa.